# 久野木貴士
久野木 貴士（くのぎ たかし、男性、1986年9月29日 - ）は、日本の俳優である。所属事務所はえりオフィス。演劇集団GEKIIKEのメンバー。担当カラーは水色。殺陣師としての活動もしている。

## 人物
千葉県出身。
特技は殺陣、アクション、アクロバット、乗馬、空手、棒術、扇子、逆立ち歩き。
趣味は喫茶店巡り、デッサン、岩盤浴。7

## 出演

### 映画
2024年
- 『莉の対』劇団員役　田中稔彦監督

2023年
- 『東京リベンジャーズ2』“血のハロウィン編”『-運命-』／『-決戦-』芭流覇羅構成員役　英勉監督

2020年
- 『最短距離は回りくどくて、part2【雨とソーダ水】』柴原役　山内大輔監督
- 『最短距離は回りくどくて、part3【落花流水】』柴原役

山内大輔監督
2017年
- 『あまつきつねの鬼灯』鵺役　木村純子監督、島崎真人監督
- 『帝一の國』レギュラー生徒役　永井聡監督

2016年
- 『HIGH&LOW THE MOVIE』アクション部　久保茂昭監督

2008年
- 『純喫茶磯辺』吉田恵輔監督

2007年
- 『大日本人』松本人志監督

2006年
- 『ワイルドスピードX3 TOKYO DRIFT』ジャスティン・リン監督
- 『アキハバラ@DEEP』源孝志監督
- 『テニスの王子様』アベユーイチ監督

### テレビドラマ
- CX ドラマ『花ざかりの君たちへ～イケメン♂パラダイス～』(2007年、フジテレビ)
- 『JIN-仁-完結編』(2011年、TBS)
- CXドラマ『ブルータスの心臓』(2011年6月17日、フジテレビ)
- 愛しい嘘〜優しい闇〜 最終話（2022年3月4日、テレビ朝日）- 刑事役
- 『土曜はナニする！？』
- イケドラ「四谷真佑（OCTPATH）」＃4 医者役(2023年、カンテレ/フジテレビ)
- トーキョーカモフラージュアワー（2025年1月20日 - 、朝日放送テレビ） - 社員 役[2]

### 配信ドラマ
- 『サンクチュアリ -聖域-』(2023年、Netflix)
- 『愛してるって言いたい』＃1 患者役(2024年、FODドラマ)

### テレビ番組
- RSK 情報番組『イブニング5時』(2012年〜2013年、RSK山陽放送)必殺！讃岐の一品のコーナー レギュラー
- 『陣JIN~陣地争奪バトル~』龍馬役(2022年、日本テレビ)
- 『アヤツリ・スクワッド』＃5、＃6 店員役(2023年、テレビ東京)
- 『ゴッドタン』第2の松丸オーディション 社長役(2023年、テレビ東京)

### 舞台
- ドラゴンスカイ（2009年、全労済ホール/スペース・ゼロ）- カンチ役
- アタラシイカオ（2010年10月、中目黒キンケロシアター）
- 30-DELUX SchoolEdition『シェイクス』（2010年7月、光が丘IMAホール）
- GOEMON痛快伝（2011年8-9月、六行会ホール）
- 忍者ショー『明日なき戦い』（2012年、HIROZ定期公演）- 主演 霧影役
- 猿飛佐助と母の愛（2012年、HIROZ定期公演）
- イザナキ（2012年、HIROZ定期公演）
- 忍者ショー『明日なき戦い』（2013年、HIROZ定期公演）- 主演 霧影役
- ツキゴモリの空（2013年、HIROZ定期公演）- 主演 カイト役/作/演出
- 忍と侍（2013年、HIROZ定期公演）- 六平役
- KILLER～失われた記憶～（2013年、HIROZ定期公演）- 剛役
- 忍者ショー『明日なき戦い～外伝～』（2014年、HIROZ定期公演）- 時雨役
- 石川五右衛門（2014年7月、大阪ナレッジシアター）- 留吉役
- 人狼の王子様☆2nd season（2014年4-5月、上野ストアハウス）- アーサー役
- バイキング（2015年、HIROZ定期公演）- カジワラ役/作/演出/殺陣師
- 幕末キズナ物語～面白きこともなき世を面白く～（2015年、HIROZ定期公演）- 主演 高杉晋作役
- 海と誠～坂本龍馬と沖田総司～（2016年、HIROZ定期公演）- 主演 坂本龍馬役/殺陣師
- オレヌココロデ～宮本武蔵の遠き道程～（2016年、HIROZ定期公演）- 夢想権之助役
- キミオモウ～宮本武蔵の果てなき旅路～（2016年5月、箕面メイプルホール 大ホール）- 夢想権之助役
- 青い夜のソリチュード（2016年7月、箕面メイプルホール 大ホール）- 野口健司役
- LAST MESSAGE（2016年9月、座・高円寺2）- 仁役
- グッバイ・ギルティ（2016年10月、箕面メイプルホール 大ホール）- 玉龍役
- GEKIIKE本公演第8回『あまつきつねの鬼灯』（2016年11月、シアターグリーンBOX in BOX THEATER）- 鵺役
- LOST SWORD（2017年5月、座・高円寺2）- シュート役
- Fehdeー針の尖ー（2017年6月、下北沢Geki地下Liberty）- 李仁恩役
- バック・島・ザ・フューチャー（2017年8-9月、上野ストアハウス）- 沢木修平役
- 恋するアンチヒーロー（2017年10月、新宿スターフィールド）-ガルブルー役
- Asterism vol,05『NoLimit-Replays』（2017年11月、シアターグリーンBIG TREE THEATER）- 悠一役
- GEKIIKE本公演第9回「漆黒ノ戰花」(2018年1月、新宿村LIVE)[3] - ZANY役/殺陣師
- Z-LION『まっ透明なAsoべんきょ〜』(2018年5月〜6月、俳優座劇場 ABCホール 熱田文化小劇場)[4] - いぶりがっこ役
- 下賤の天（2018年7月、新宿シアターモリエール）- 赤星十三郎役
- ポセイドンの孫とYシャツと私（2018年8-9月、上野ストアハウス）- 里見明役/殺陣師
- スペーストラベロイド（2018年10月、上野ストアハウス）- 火野役
- 高天原叙情詩（2018年11月、上野ストアハウス）- 戒役
- えんとつ町のプペル（2018年12月、調布市せんがわ劇場）- ダン役
- 舞台『忍び、恋うつつ』 (新宿村LIVE)[5] - 鈴木先生役/殺陣師
- あ!デンジャーズ!?（2019年2月、下北沢Geki地下Liberty）- マイト荒井役
- 美女と多重（2019年3月、築地本願寺ブディストホール）- ゴールデン・セクシー役
- 舞台『Collar×Malice -岡崎契編-』(2019年5月シアターサンモール／松下IMPホール)[6] - 緒方智樹役/殺陣師
- GEKIIKE本公演第10回「光芒のマスカレード -月光仮面異聞-」(2019年7月〜8月、新宿村LIVE)[7] - 氷雨役/殺陣師
- 演劇集団イヌッコロ第14回本公演「いさめ!池田屋シアター」(2019年10月、中野ザ・ポケット) - 平蔵役
- 朗読劇「DreamLesson～PUU～」(2019年12月、劇場HOPE) - ろくろ首役
- 「エーテルコード」(2020年1月、テアトルBONBON) 小野寺文雄役
- Asterism vol,06「DOUBT」(2020年2月TACCS1179)-高峰役
- 「淡海乃海-現世を生き抜くことが業なれば-」重蔵役(2020年3月、新宿村LIVE)-重蔵役
- GEKIIKE本公演第11回「HIT LIST」(2020年8月〜9月、全労済ホールスペース・ゼロ、ABCホール、北九州芸術劇場)-茉凜役/殺陣師
- 舞台『ROAD59 -新時代任侠特区- 摩天楼ヨザクラ抗争』（2021年4月、KAAT神奈川芸術劇場ホール)
- 愛はお金で買えますか?貢ぎ貢がれ編（2021年5月、中野HOPE）- 主演 結人役
- 2.5次元ダンスライブ「ALIVESTAGE」Episode5 月野百鬼夜行綺譚　天獄-君死にたまふことなかれ-（2021年9月、東京ドームシティシアターGロッソ)
- 青山オペレッタTHESTAGE～ルーナ・ピエナ/満ちる月～（2021年10月、渋谷区文化総合センター大和田 さくらホール)
- ラフ・レターズ（2021年11月、日暮里d-倉庫）- 鬼塚文屋役
- 青山オペレッタTHESTAGE～ファルチェ・インヴェルソ／逆さの三日月～（2022年5月、渋谷区文化総合センター大和田 さくらホール）
- 饗宴「茜さすセカイでキミと詠う～絆～」再演（2022年6月、飛行船シアター)
- 『追憶ベイベー！』栗山英人役（2022年、下北沢駅前劇場）
- 『青山オペレッタ THE STAGE』2周年記念スペシャル・レヴューショー！（シアター1010）
- 饗宴『茜さすセカイでキミと詠う～縁～』（飛行船シアター）
- 『青山オペレッタTHE STAGE～メッザ・ルーナ／光と影～』（2022年、シアター1010）
- 2.5次元ダンスライブ「S.Q.S Episode10」『月野奇譚 太極伝奇 -干戈騒乱-』（2022年、草月ホール）
- GEKIIKE本公演第13回『鬼神の影法師‐黎明篇‐』六合役/殺陣師（2023年、あうるすぽっと）
- 『ティアムーン帝国物語～断頭台から始まる、姫の転生逆転ストーリー～』ベルマン子爵役（2023年、飛行船シアター）
- 『青山オペレッタ THE STAGE～ストーリア・パラッレーラ・ウノ～』（2023年シアター1010）
- 朗読劇×殺陣『カムロギ～斬撃のツボミ～』主演 沖田総司役（2023年、東中野バニラスタジオ）
- 『今時な運命のシンデレラ。』尾山拓巳役（2023年、中野HOPE）
- GEKIIKE本公演第12回『漆黒ノ戰花-再演-』ZANY役/殺陣師(2023年、新宿村LIVE、石垣市民会館中ホール)
- 二人芝居 『ふたりよがり』弁護士役/囚人役 (2023年、池袋西口GEKIBA)
- 『華Doll* THE STAGE-Another Universe-』（2023年、アニメイトシアター※こけら落とし公演）
- 『SK∞ エスケーエイト The Stage』The Last Part～俺たちの無限大～（2023年、シアター1010）
- 『あいつが上手で下手が僕で ｰ決戦前夜篇ｰ』マネージャー役※声の出演（2024年、IMMシアター）
- 舞台『鬼神の影法師』-玲瓏万華篇-（2024年6月、あうるすぽっと） - 六合 役[8]
  - 舞台『鬼神の影法師』-千年双月篇-（2025年1月、あうるすぽっと）[9]
- 前田慶次 かぶき旅 STAGE&LIVE〜肥後の虎・加藤清正編〜（2024年9月〜11月、シアターH、サンケイホールブリーゼ） - アンサンブル[10]

### オンライン演劇
- 『未来の君へ』（2020年10月、SFIDA ENTERTAINMENT オンラインプロデュース）[11] -主演 浩輔役
- 『愛はお金で買えますか?クリスマスの恋編』(2020年11月) - 主演 礼央役、涼子役
- 『愛はお金で買えますか?ダブルデート編』（2020年11月、SFIDA ENTERTAINMENT オンラインプロデュース）[12] - 主演 結人役

### 振り付け
- バイキング（2015年、HIROZ定期公演）- 殺陣師
- 海と誠～坂本龍馬と沖田総司～（2016年、HIROZ定期公演）- 殺陣師
- GEKIIKE本公演第9回『漆黒ノ戰花』（2018年1月、新宿村LIVE）- 殺陣師
- ポセイドンの孫とYシャツと私（2018年8-9月、上野ストアハウス）- 殺陣師
- 舞台『忍び、恋うつつ』（2019年1月、新宿村LIVE）- 殺陣師
- 舞台『Collar×Malice -岡崎契編-』（2019年5月、シアターサンモール、松下IMPホール）- 殺陣師
- GEKIIKE本公演第10回『光芒のマスカレード-月光仮面異聞-』（2019年7-8月、新宿村LIVE）- 殺陣師
- 乱歩奇譚 Game of Laplace ～怪人二十面相～（2019年8月、品川プリンスホテルクラブeX）- アクション振付
- GEKIIKE本公演第11回『HIT LIST』（2020年8月-9月、全労済ホールスペース・ゼロ、ABC Hall、北九州芸術劇場)- 殺陣師
- GEKIIKE本公演第13回『鬼神の影法師‐惣明篇‐』（2023年、あうるすぽっと）-殺陣師
- GEKIIKE本公演第14回『鬼神の影法師‐玲瓏万華篇‐』（2024年6月、あうるすぽっと）-殺陣師
- 『あいつが上手で下手が僕で ｰ決戦前夜篇ｰ』(2024年、IMMシアター）-所作指導

### ラジオ
- FM香川786『HIROZ～大切な人と一緒に～』(2012年〜2015年) - レギュラー

### CD
- ミニアルバム『evoluzione』（2014年3月発売）
- ボイスドラマ『男おいらん』（2014年8月発売）- 主演 葉月役

### ネットドラマ
- 『恋愛約束』(2008年)